# 吕鸿声
吕鸿声（1926年—2012年），男，江苏溧阳人，中国蚕生理病理学家、昆虫病毒学家，曾任中国农业科学院蚕业研究所所长。